# Karl Girardet
Karl Girardet (Le Locle, 3 mei 1813 - Versailles, 24 april 1871) was een Zwitsers kunstschilder en illustrator.

## Biografie
Karl Girardet werd in 1813 geboren in Le Locle, dat in die tijd tot Frankrijk behoorde maar thans behoort tot Zwitserland. Girardet woonde en werkte het grootste deel van zijn leven in Parijs. Nadat hij zijn carrière als kunstschilder was begonnen als landschapsschilder, werd hij een bekende historieschilder. Als vertrouweling van de Franse koning Lodewijk Filips I was hij eveneens een officiële hofschilder.

## Galerij

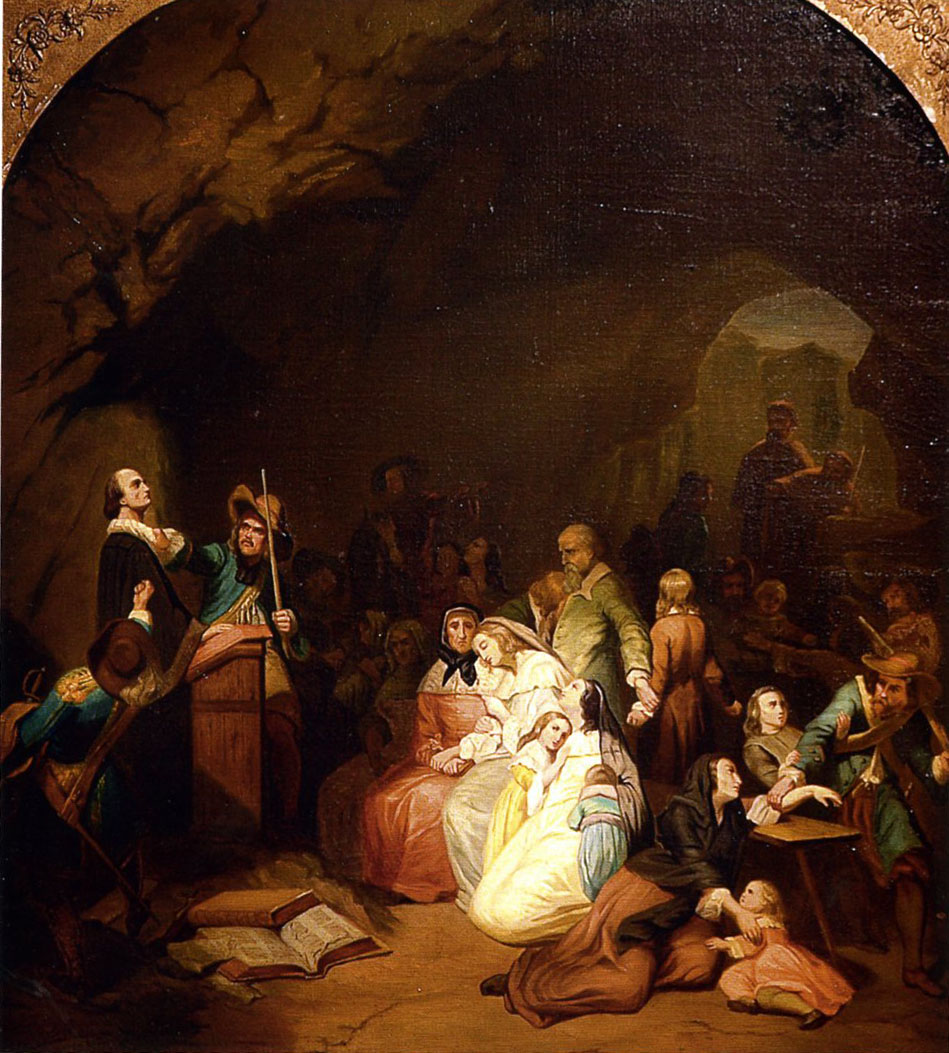
Assemblée de Protestants surprise par des troupes catholiques, 1842.
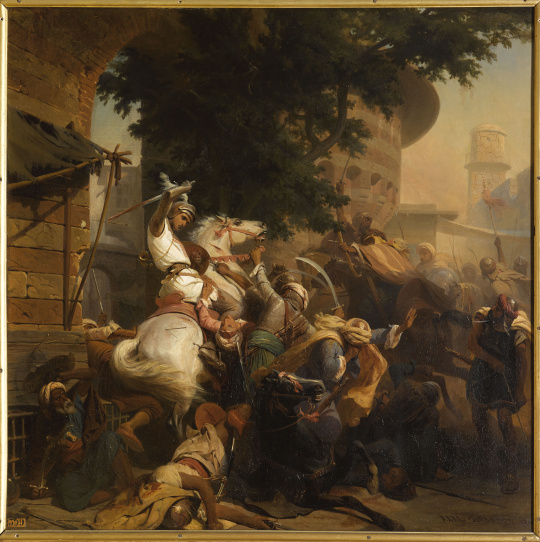
Gaucher de Châtillon défend seul l'entrée d'une rue dans le faubourg de Minieh, 1842.
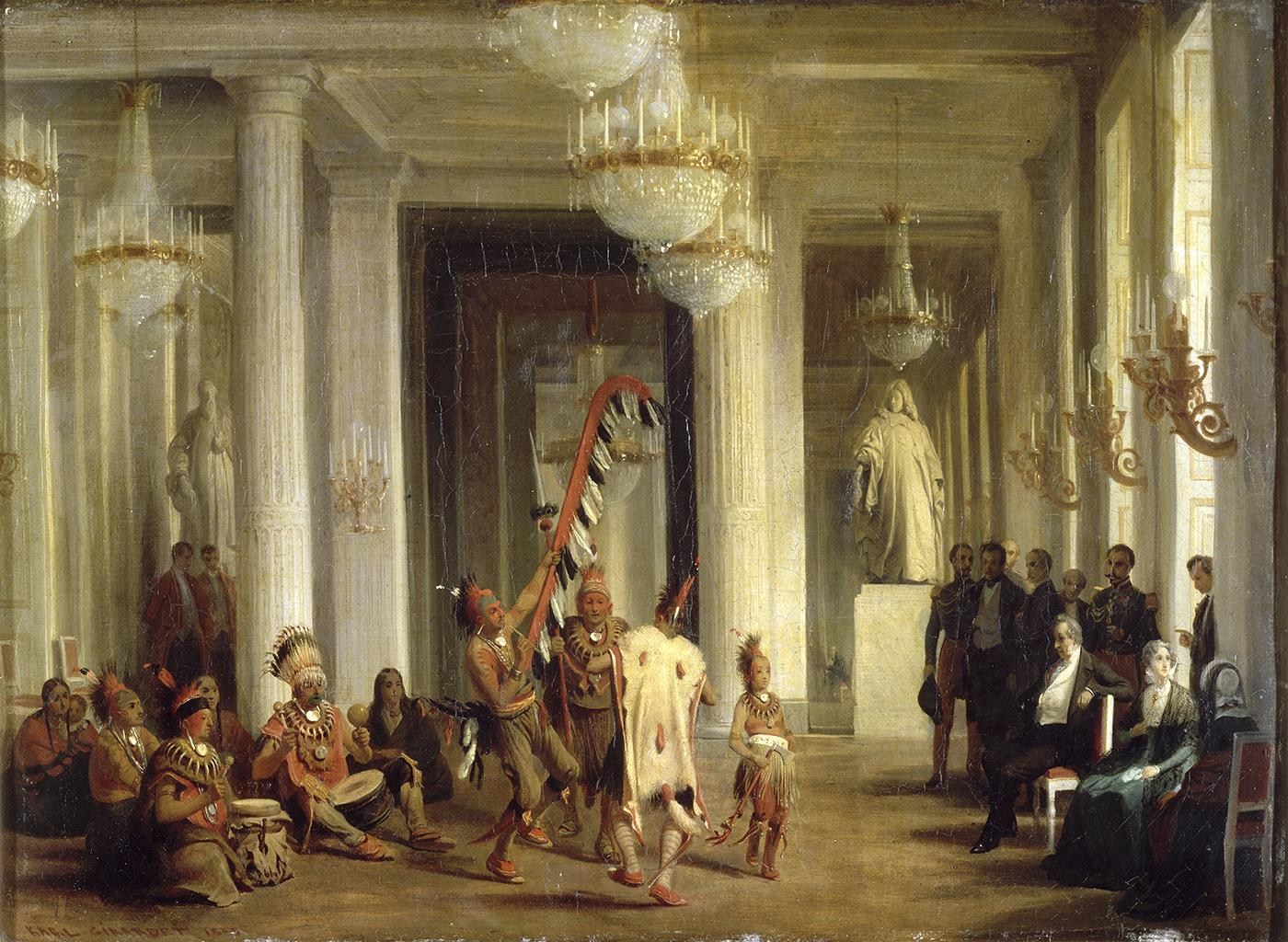
Le roi Louis-Philippe assistant dans un salon des Tuileries a la danse d'Indiens Iowa, 21 avril 1845, 1845.
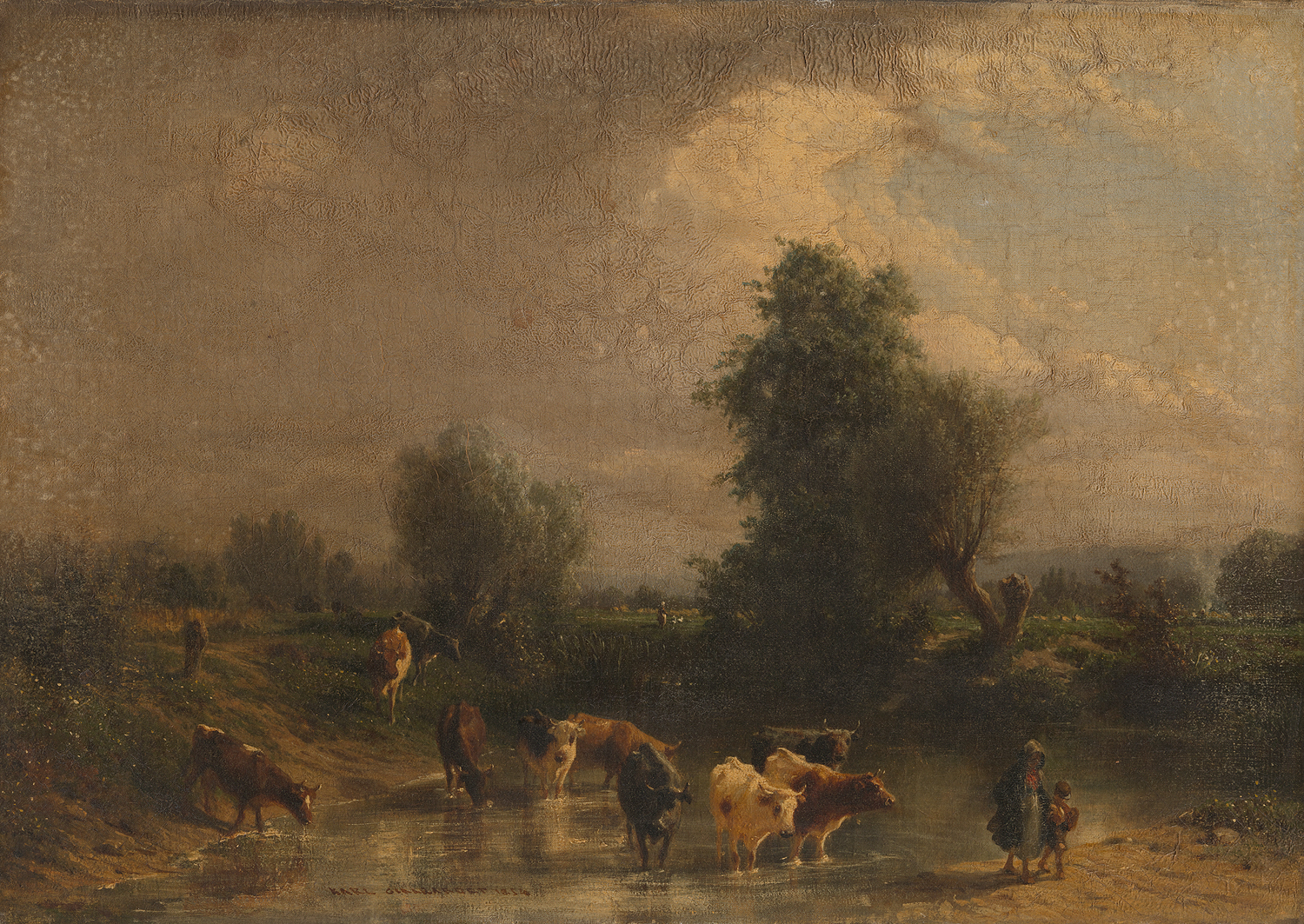
Het wed, 1854.
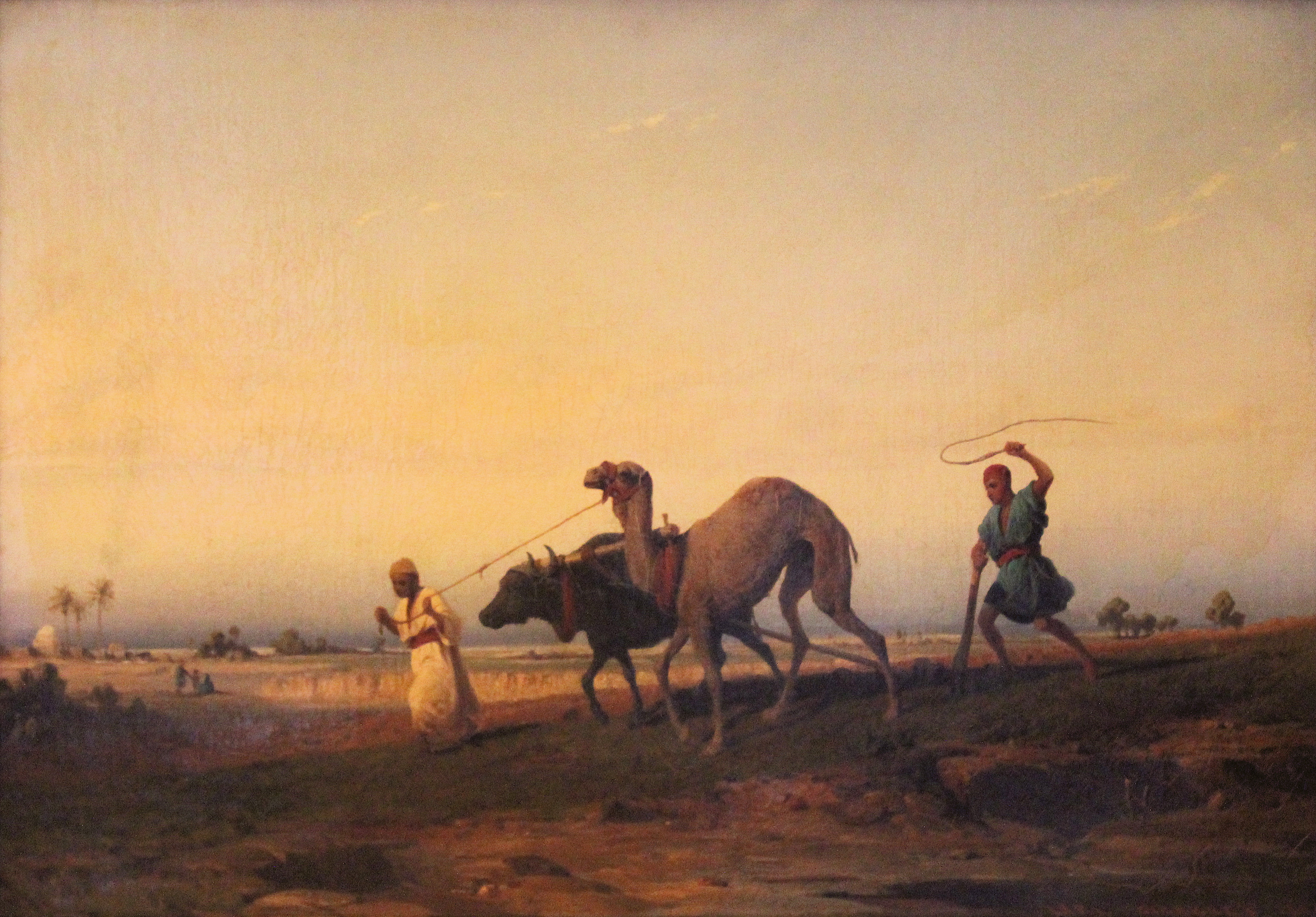
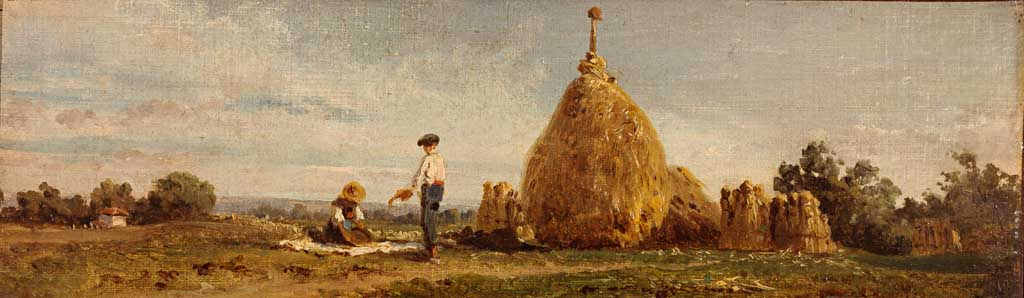